# Míchel (fotbalista, 1975)
Miguel Ángel Sánchez Muñoz (* 30. října 1975 Madrid), známý jako Míchel, je španělský fotbalový trenér, který vede španělský klub Girona FC, a bývalý profesionální fotbalista, který hrával na pozici ofensivního záložníka.
Svou hráčskou kariéru ukončil v roce 2012 v Rayu Vallecano, kde následně působil jako trenér mládeže a v roce 2017 se stal trenérem A-týmu.

## Hráčská kariéra
Během své dvacetileté hráčské kariéry nasbíral ve španělské La Lize dohromady 182 zápasů a 25 gólů, v Segunda División přidal 169 zápasů a 18 gólů. V dresu Raya Vallecana, jehož je také odchovancem, odehrál 17 sezon.

## Trenérská kariéra
Dne 9. července 2012 ukončil Míchel svou hráčskou kariéru v dresu Vallecana a stal se trenérem mládeže. Po pěti letech působení v akademii se 21. února 2017 stal trenérem prvního týmu hrajícím v Segunda División. S klubem se mu v následující sezóně podařilo druhou nejvyšší španělskou soutěž vyhrát a postoupit do La Ligy. Odvolán byl 18. března 2019 poté, co po sedmi porážkách v řadě kleslo Vallecano na poslední příčku, ani jeho odvolání však nic nezměnilo na sestupu klubu zpátky do druhé ligy.
Dne 1. června 2019 byl Míchel jmenován manažerem SD Huesca, která spolu s Vallecanem sestoupila do druhé ligy. Míchel s klubem ze severu Španělska dokázal ovládnout Segunda División a pomohl klubu k postupu zpátky mezi elitu. 12. ledna 2021 byl Míchel ze své funkce odvolán, Huesca na konci sezóny sestoupila.
Dne 9. července 2021 se Míchel stal trenérem druholigové Girony. Hned ve své první sezóně dosáhl postupu do nejvyšší soutěže po výhře 3:1 nad CD Tenerife ve finále postupového play-off. V sezóně 2022/23 se mu podařilo zachránit Gironu v La Lize. Jedno z nejpříjemnějších překvapení zakončilo sezónu na desáté příčce. 